# 33936 Johnwells
33936 Johnwells este o planetă minoră (asteroid) din centura de asteroizi. A fost descoperită pe 7 iunie 2000 la Experimental Test Site⁠(d) de Lincoln Near-Earth Asteroid Research. 
Obiectul prezintă o orbită caracterizată de o semiaxă mare de 2,6500238 UAi, o excentricitate de 0,2, o înclinație de 3,78066 ° în raport cu ecliptica.